# Maçonnerie

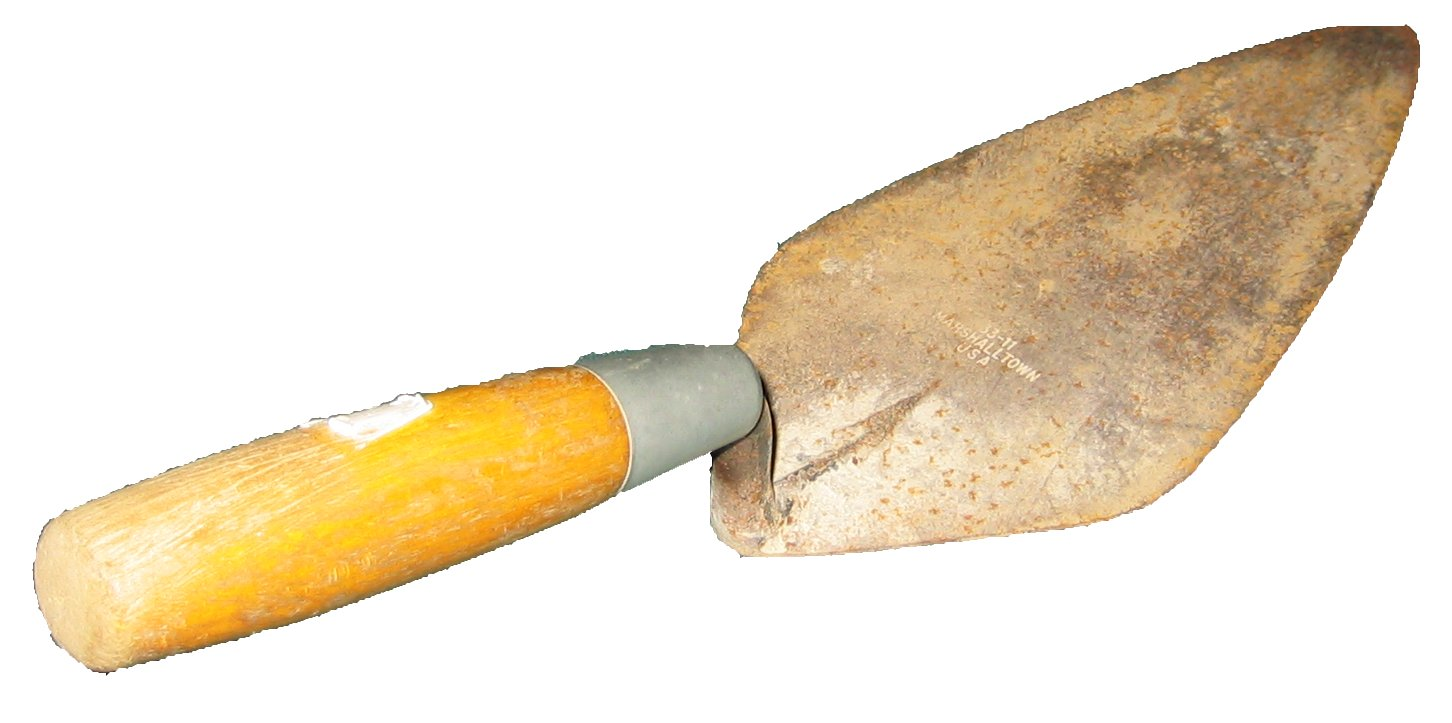
L'outil emblématique du maçon, la truelle.

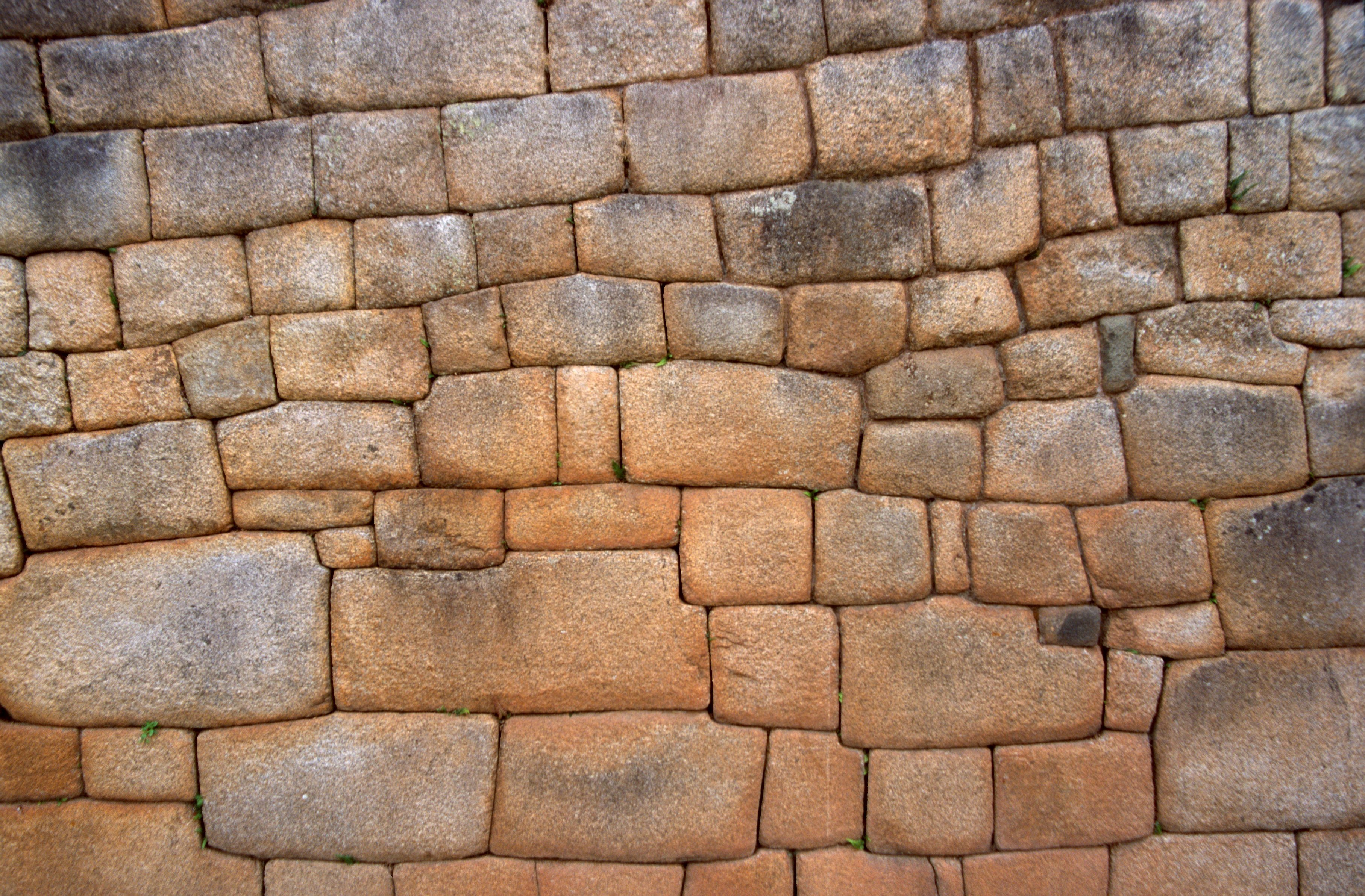
Maçonnerie à joints vifs (en parement uniquement) à Machu Picchu.

La maçonnerie est l'art de bâtir une construction par l'assemblage de matériaux élémentaires, liés ou non par un mortier. C'est l'art du maçon par définition mais aussi le résultat de son travail.
En France, la maçonnerie traditionnelle est appelée limousinage, et la maçonnerie sans mortier maçonnerie à pierres sèches.
Par extension, on associe aussi sous le terme « maçonnerie » les travaux d'habillage des ensembles : pose d'enduits, de carrelages, etc., qui, en plus de leur but esthétique, participent à la tenue de l'ensemble face aux agressions externes (humidité, gel, etc.). Un produit qui reflète de plus en plus cette association est le stuc d'acrylique qui remplace le stuc traditionnel fait à partir de chaux. Existe aussi le tadelakt, un enduit de finition lisse d'intérieur, qui a comme origine l’Afrique du nord et qui est composé de chaux, de silice, de poudre de marbre.
Le terme avec ou sans majuscule peut aussi désigner la franc-maçonnerie.

## Avantages

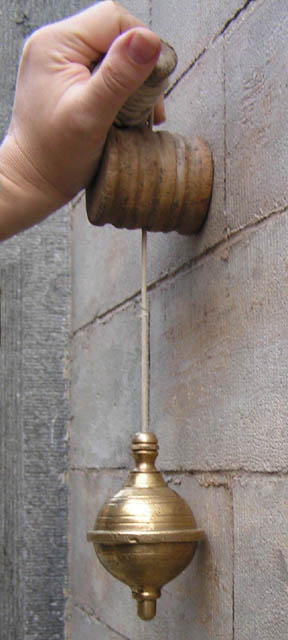
Maniement du fil à plomb.

- L'emploi de la brique et de la pierre peut augmenter la masse thermique d'un bâtiment, procurant un confort accru par amortissement de la chaleur de l'été et du froid de l'hiver. Ces matériaux conviennent pour des applications solaires passives.
- En général, la brique et la pierre n'exigent pas d'être peintes et peuvent ainsi fournir une structure dont le cycle de vie présente un coût réduit; cependant, une peinture convenablement exécutée réduit le risque d'apparition d'éclats sous les effets du gel. Le bloc de béton ou « agglo » de la variété non décorative est généralement peint ou enduit.
- L'aspect, surtout s'il est très soigné, peut conférer à la maçonnerie une impression de solidité et de durabilité.

## Inconvénients
- Les intempéries, en particulier le gel, peuvent entraîner des dégradations en surface. Ce genre de dégradation est fréquent pour certains types de brique, mais assez rare pour les blocs de béton et la pierre. Si de la brique (à base d'argile) doit être employée, on prendra soin de choisir des briques convenant au climat en question.
- La maçonnerie doit reposer sur une fondation stable (béton armé, pierres de fondations, ou roche naturelle). Sur des sols à dilatation, cette fondation devra être très soignée et on pourra faire appel à un ingénieur en résistance des matériaux.

## Les matériaux

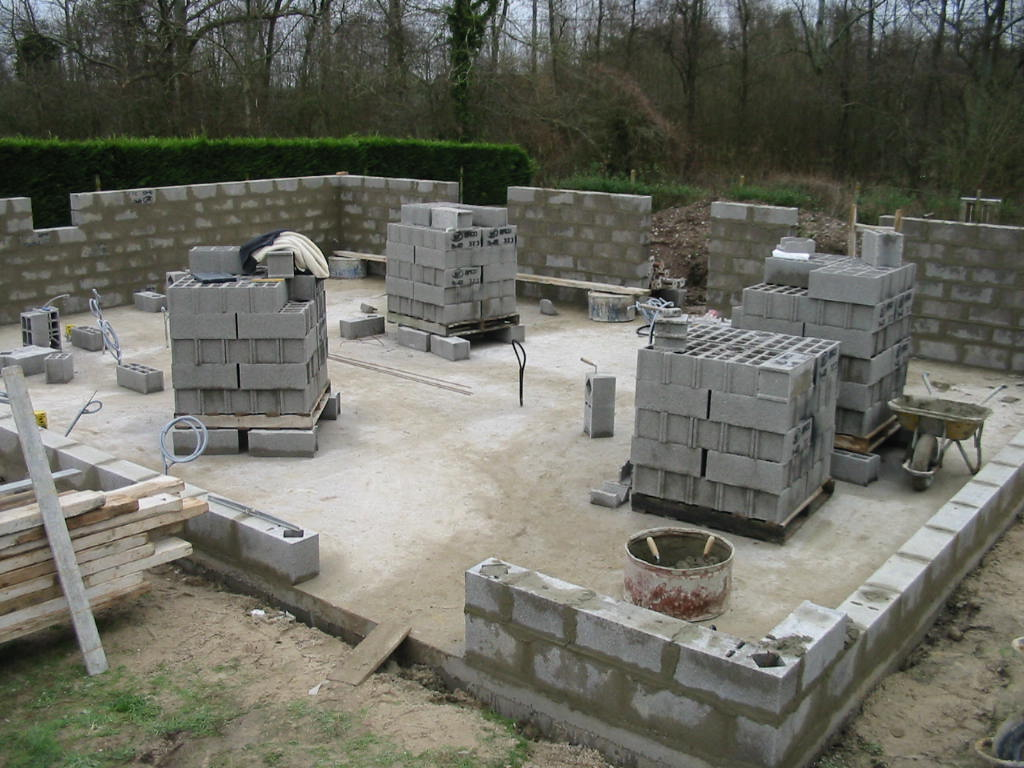
Construction d'une habitation en blocs de béton

### Les éléments corps
- matériaux minéraux : la pierre, la brique, le bloc de béton, la terre, le pisé, etc.
- matériaux végétaux : la paille, la tourbe, etc.

### Les liants
Le liant est le matériau servant à maintenir ensemble les éléments d'un mortier. Ce peut être de l'argile, de la chaux (hydraulique naturelle ou de synthèse), du ciment, du plâtre.
- L'argile ou la terre crue est le liant présent naturellement dans la terre utilisée en construction.

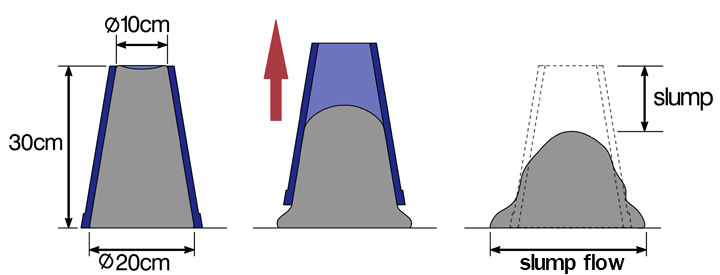
Test pour la mise en œuvre d'un mortier

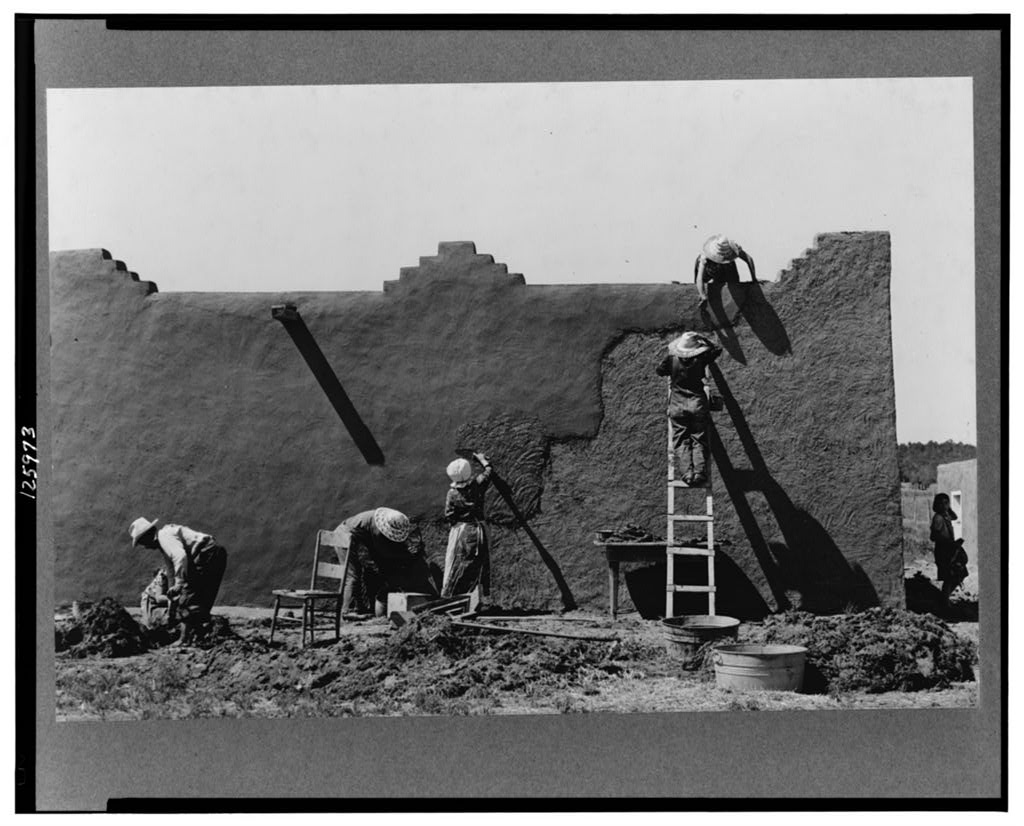
Réfection d'un mur en adobe

- La chaux est un liant à base de calcaire, utilisé depuis des millénaires. Elle entre dans la composition des mortiers à maçonner, et peut être aussi utilisée seule avec de l'eau, pour la peinture. Elle sert également en agriculture.
- Le ciment, introduit par Louis Vicat dans la première moitié du XIXe siècle, sera très utilisé par la suite en raison de ses grandes capacités mécaniques.
- Le plâtre.

### Les mortiers
Le mortier est le mélange d'un liant et d'agrégats avec de l'eau. On distingue :
- Le mortier de terre. La terre utilisée en construction est celle qui se trouve à une profondeur variable en dessous de la couche végétale contenant des matières organiques. Cette terre est composée d'un liant (l'argile) et de sable. Il faut réaliser des tests afin de déterminer si la terre que l'on souhaite utiliser peut être utilisée telle quelle comme mortier ou s'il convient de lui ajouter du sable ou un autre liant.
- Le mortier de chaux est constitué de chaux, de sable et d'eau ; ou bien de chaux, de terre et d'eau. Il est utilisé pour maçonner, pour enduire, généralement associé à la pierre, à la brique, parfois au pisé.
- Le mortier de ciment est constitué de ciment, de sable et d'eau. Il est lui aussi utilisé pour bâtir et pour enduire, généralement avec des éléments de sa classe de résistance. Il est surtout utilisé pour monter des blocs de béton.
- Le mortier dit bâtard est constitué de chaux, de ciment, de sable et d'eau.
- La colle est un « mortier » récent, utilisé avec les briques à isolation répartie.

### Les bétons
On appelle béton un matériau de construction composite fabriqué à partir de granulats (sable, gravillons) agglomérés par un liant :
- Le béton de terre. La terre utilisée en construction est un béton naturel puisqu'elle contient un liant et des granulats. Le béton de terre est le matériau à partir duquel on fabrique le pisé. On peut aussi faire des dalles en béton de terre, on en trouve chez de grands vignobles.
- Le béton de chaux est constitué de chaux, de sable, de gravier et d'eau. Il s'utilise moins de nos jours, toutefois une utilisation en monuments historiques n'est pas proscrite.
- Le béton de chanvre est constitué de chaux, de chanvre, de sable, et d'eau. On l'utilise comme isolant thermique et phonique en application murale, ou en dallage au sol. Ses avantages sont sa légèreté et son grand pouvoir isolant. Il peut, par exemple, s'utiliser en dalle isolante entre deux niveaux d'une habitation au même titre qu'une dalle allégée au polystyrène. Il est considéré comme écologique.
- Le béton de ciment est constitué de ciment, de sable, de gravier et d'eau. C'est le matériau le plus répandu dans le monde.

## Les métiers

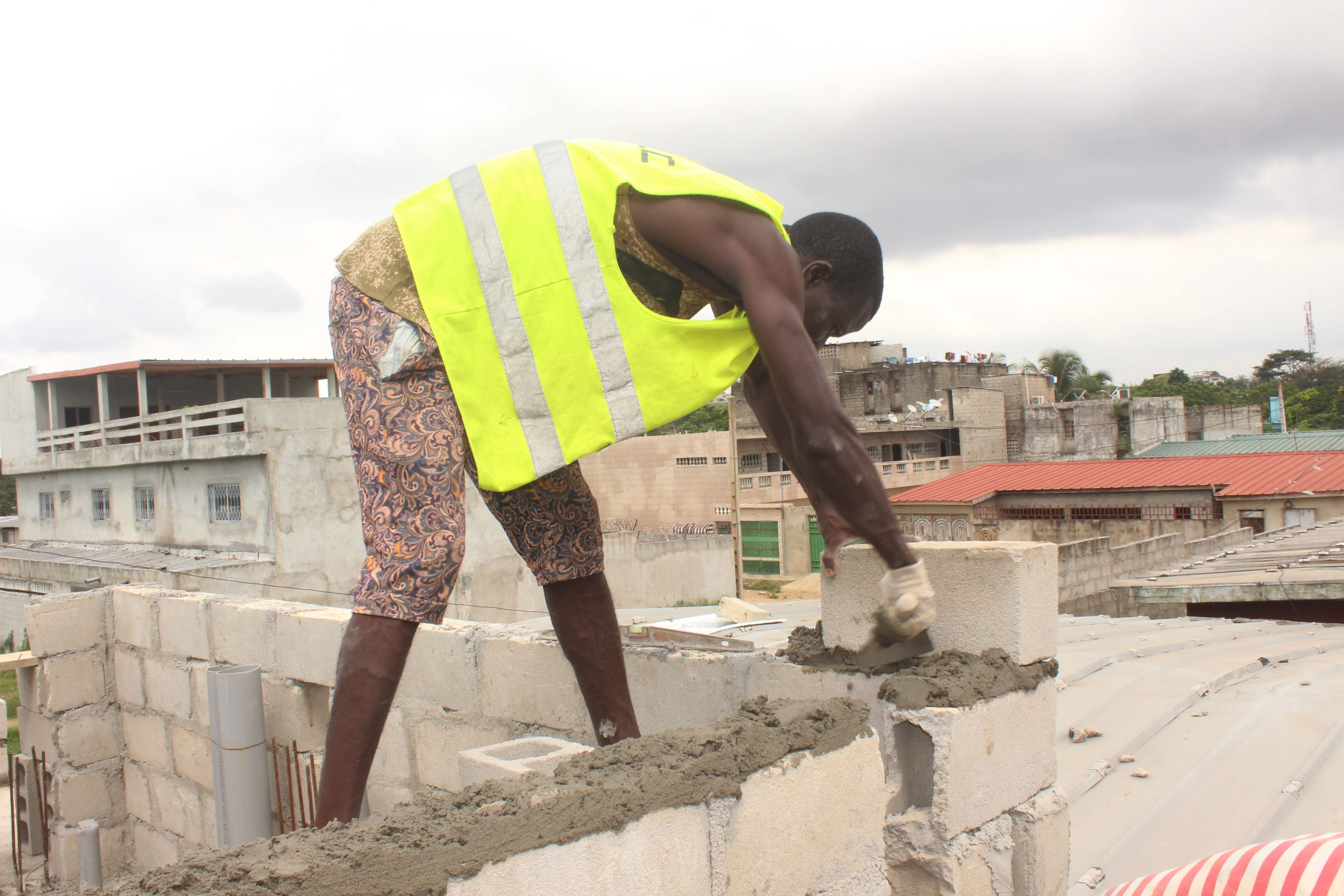
Un maçon en plein travail à Abidjan (Côte d'Ivoire)

Les travaux de maçonnerie ont été associés aux métiers suivants : carrier, tailleur de pierre, scieur de pierre, poseur, pinceur, coffreur, bardeur, enduiseur, façadier, maçon, plâtrier, corvoyeur, briqueteur, chaufournier, cimentier, etc.

## Statique
La maçonnerie associe une grande rigidité à une grande fragilité.
Bien que la construction en maçonnerie ait été pratiquée depuis longtemps, le comportement exact des structures de maçonnerie est étudié seulement depuis quatre décennies et n'est pas encore prêt d'être compris complètement. La maçonnerie étant faite de deux matériaux différents non homogène elle présente un comportement non élastique et anisotrope typique. En conséquence, des formules empiriques ont été utilisées pour la conception de structures de maçonnerie. Il arrive que le mortier utilisé soit plus rigide que les unités de maçonnerie (brique,bloc, etc.), cependant, dans les pays occidentaux, l'unité de maçonnerie utilisée est généralement plus forte que le mortier. Le mortier est en grande partie responsable du comportement non linéaire de la maçonnerie. Par conséquent, la résistance de l'unité de maçonnerie, celle du mortier et son volume ont tous une influence sur la résistance de la maçonnerie.
Le comportement mécanique des différents types de maçonnerie non armée est généralement caractérisé de manière semblable par une très faible résistance à la traction. Cette propriété est si importante qu'elle a déterminé la forme des constructions anciennes jusqu'au XIXe siècle. Pendant plus de dix mille ans, les structures de maçonnerie n'ont été utilisées qu'en compression, et c'est encore une pratique courante de nos jours, à moins d'utiliser une maçonnerie renforcée ou précontrainte. La résistance à la compression de la maçonnerie dans la direction perpendiculaire aux lits de joint a été dès lors considérée comme la propriété de matériau de structure seule pertinente, au moins jusqu'à l'introduction récente de méthodes de simulations informatiques, pour les structures en maçonnerie.
La résistance à la compression uni-axiale conventionnelle de la maçonnerie dans la direction normale aux lits de joint est étudiée en testant en laboratoire des prismes, des portions de mur ou des pans entiers de murs. Le standard américain ASTM E447 suggère que la hauteur minimale de l'échantillon doit être de quinze pouces (38,1cm). Le spécimen du Comité européen de normalisation est volumineux et coûteux à exécuter, nécessitant de très grandes charges à la rupture, en particulier par rapport aux essais standard cube/cylindre pour le béton. Un test plus simple fréquemment utilisé pour obtenir la résistance à la compression uni-axiale verticale est une simple maçonnerie empilée (Stacked bond prism).

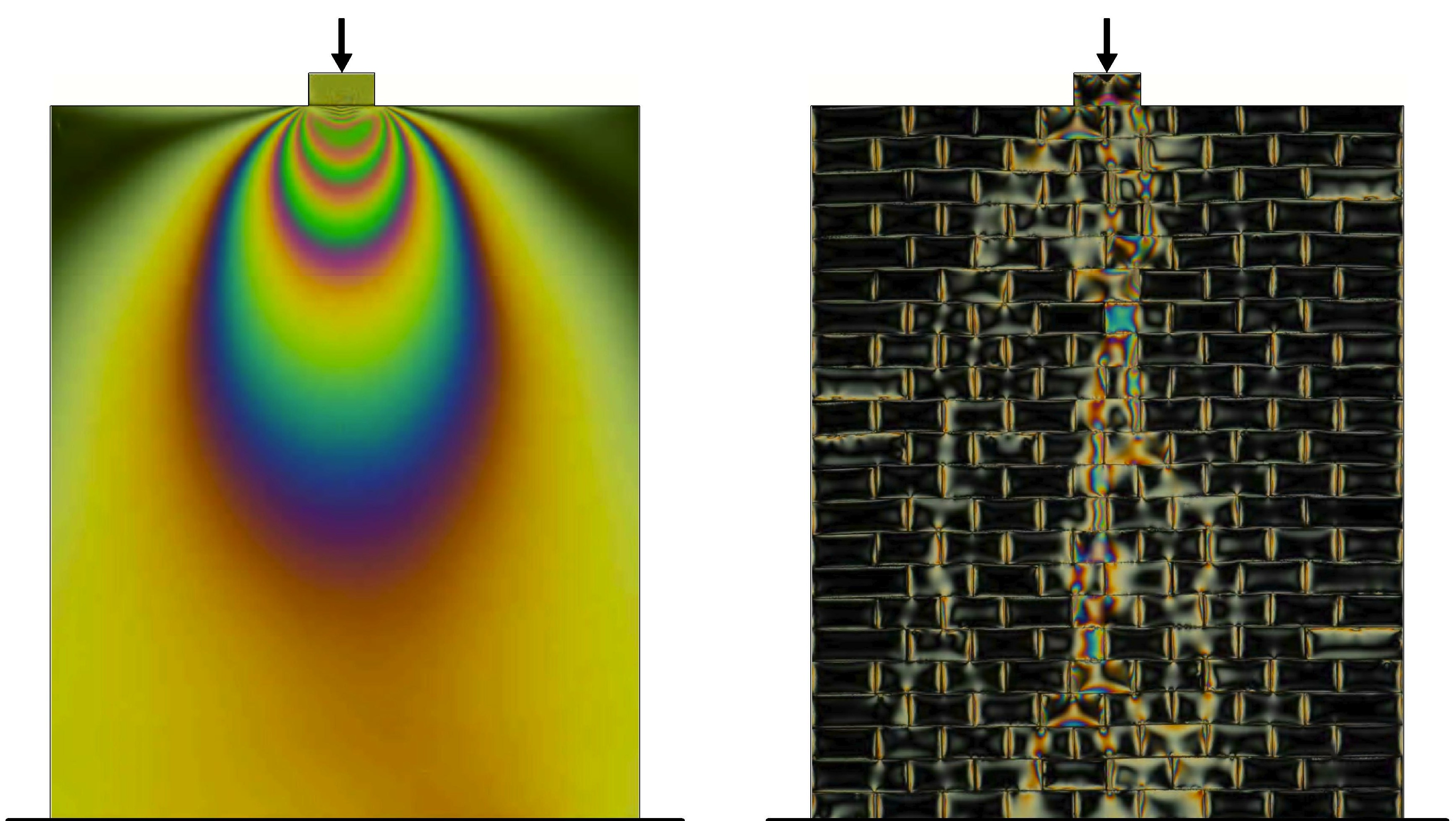
Étude comparative (par photoélasticimétrie) de la diffusion de la contrainte dans un corps élastique (à gauche) et un modèle en maçonnerie (à droite). Une percolation de la tension très localisée est visible sur la droite.
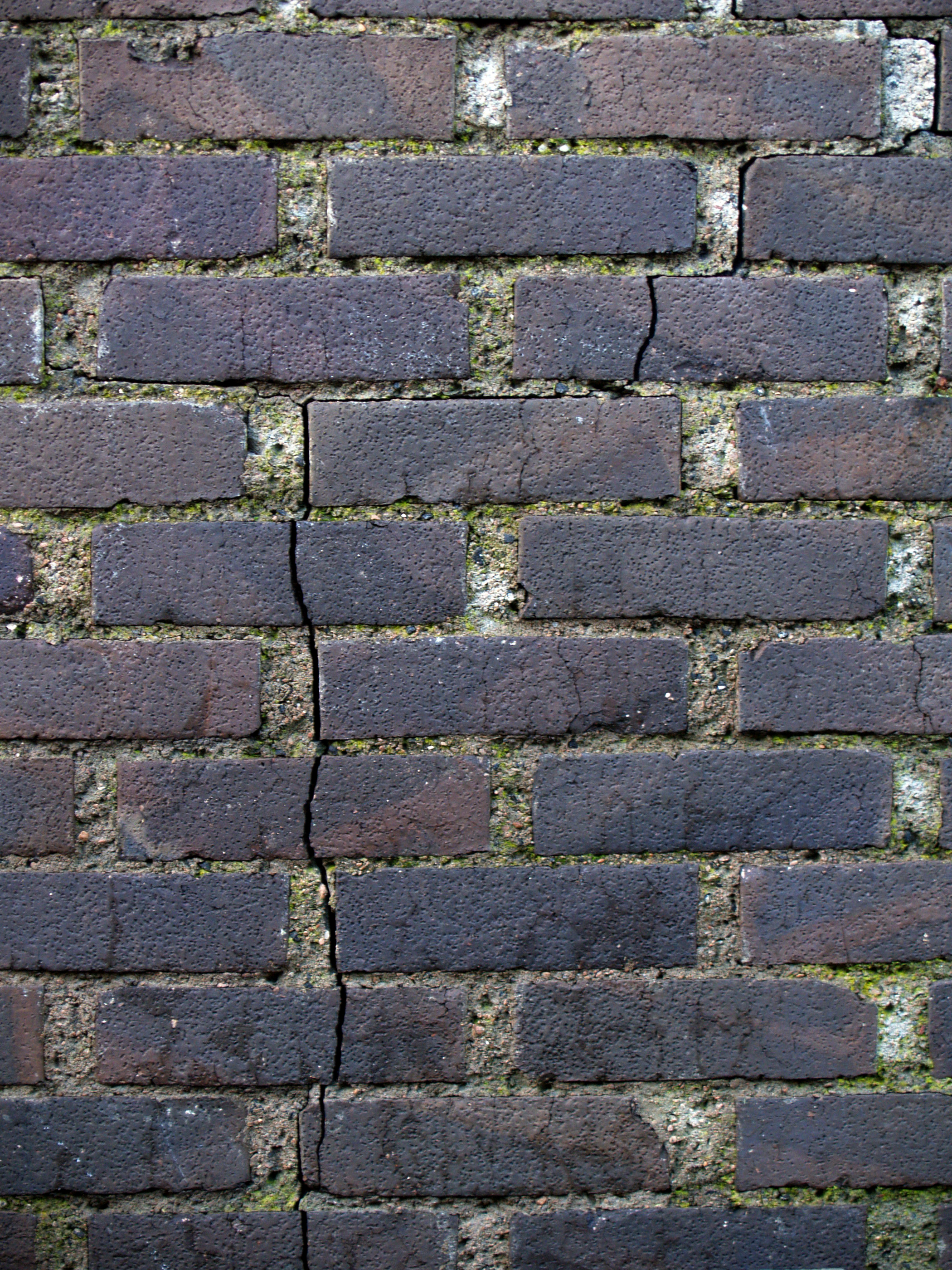
Fissuration d'un mur pour lequel le mortier est plus résistant que la brique.
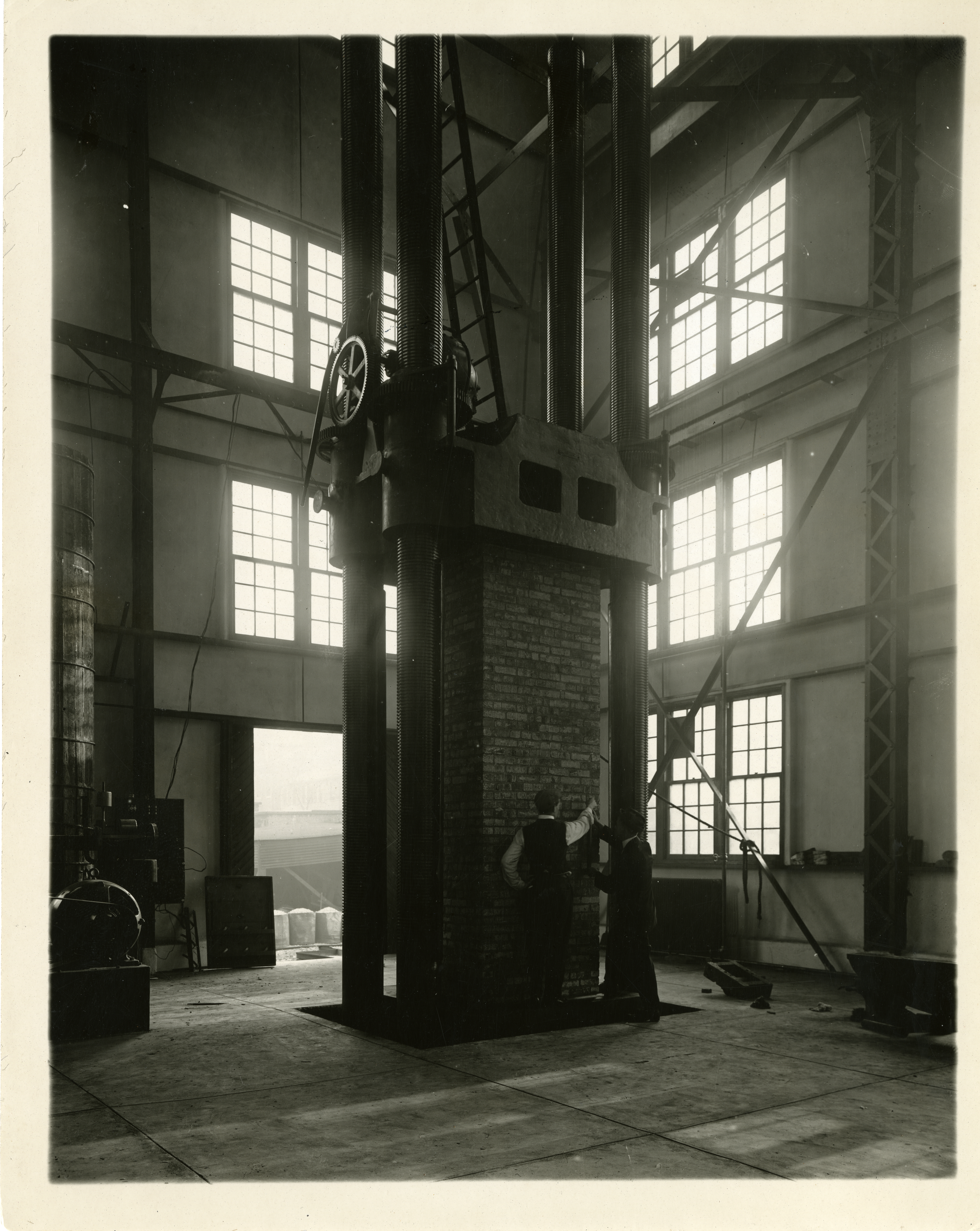
La machine Olsen, un géant de la compression à la rupture, a été utilisée dans les laboratoires du National Bureau of Standards (NBS) à Pittsburgh pour des essais de destruction des piles et autres colonnes de maçonnerie.